# NGC 2798

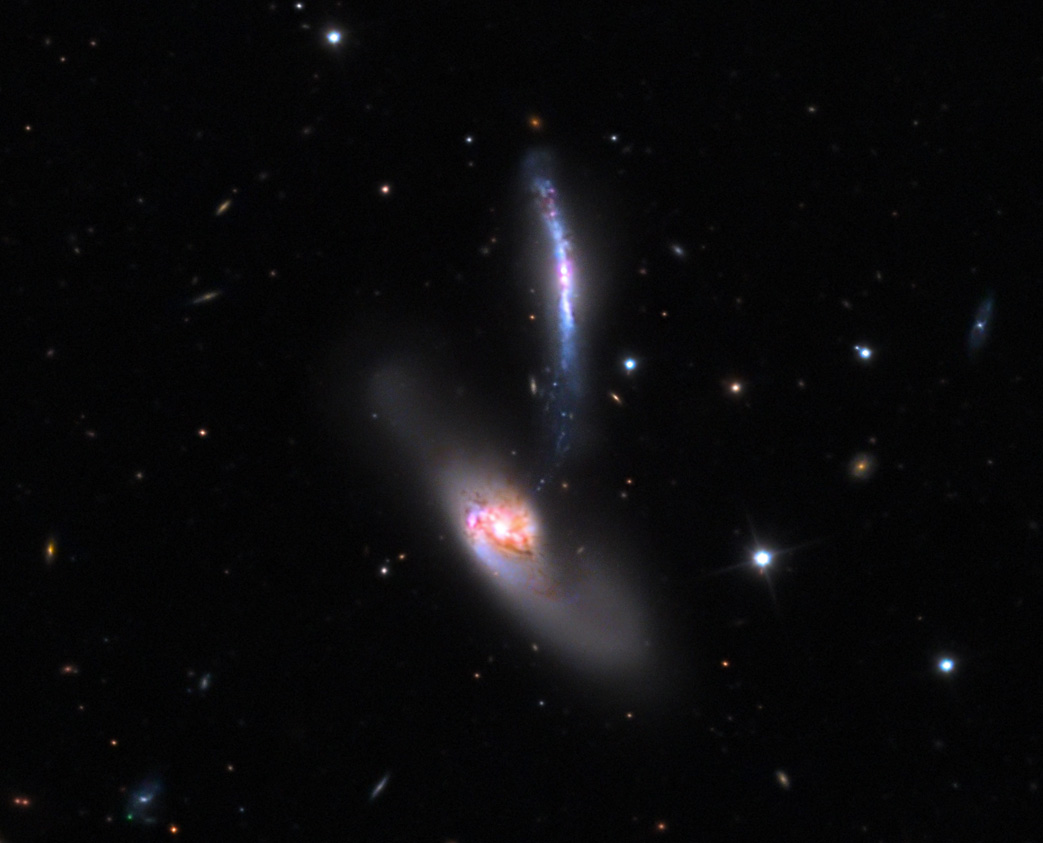
NGC 2798 (en bas) et NGC 2799, un couple de galaxie en interaction. Photo par Adam Block (Observatoire du mont Lemmon/Université de l'Arizona).

NGC 2798 est une galaxie spirale barrée située dans la constellation du Lynx. NGC 2798 a été découverte par l'astronome germano-britannique William Herschel en 1788.

## Caractéristiques
La classe de luminosité de NGC 2798 est I et elle présente une large raie HI. De plus, elle renferme des régions d'hydrogène ionisé.

### Distance
Sa vitesse par rapport au fond diffus cosmologique est de 1 949 ± 16 km/s, ce qui correspond à une distance de Hubble de 28,8 ± 2,0 Mpc (∼93,9 millions d'al).
À ce jour, neuf mesures non basées sur le décalage vers le rouge (redshift) donnent une distance de 24,233 ± 5,156 Mpc (∼79 millions d'al), ce qui est à l'intérieur des valeurs de la distance de Hubble. Notons cependant que c'est avec la valeur moyenne des mesures indépendantes, lorsqu'elles existent, que la base de données NASA/IPAC calcule le diamètre d'une galaxie et qu'en conséquence le diamètre de NGC 2798 pourrait être d'environ 23,4 kpc (∼76 300 al) si on utilisait la distance de Hubble pour le calculer.
Les galaxies NGC 2798 et NGC 2799 sont en interaction gravitationnelle. Cette paire de galaxie apparait dans l'atlas de Halton Arp sous la cote Arp 283.

### Luminosité dans l'infrarouge
La luminosité de la galaxie NGC 2798 dans l'infrarouge lointain (de 40 à 400 µm)  est égale à 3,55 × 1010 {\displaystyle L_{\odot }} (1010,55{\displaystyle L_{\odot }}) et sa luminosité totale dans l'infrarouge (de 8 à 1 000 µm) est de 4,90 × 1010 {\displaystyle L_{\odot }} (1010,69{\displaystyle L_{\odot }}).
Les galaxies NGC 2799 et NGC 2798 sont en interaction gravitationnelle, comme l'indique le commentaire d'Arp. Cette paire de galaxie apparait dans l'atlas de Halton Arp sous la cote Arp 283. Arp indique dans son atlas qu'il observe un arc de nœuds à peine résolus qui se courbe vers le noyau de la galaxie plus vaste, soit NGC 2798.